# Такахаси, Наоко
Наоко Такахаси (род. 6 мая 1972 года) — японская легкоатлетка, которая специализировалась в марафоне. Победительница олимпийских игр 2000 года на марафонской дистанции с олимпийским рекордом — 2.23,14.
Экс-рекордсменка мира в марафоне.

## Достижения
Марафон
- 1998:  Нагойский марафон — 2:25.48
- 1998:  Бангкокский марафон — 2:21.47
- 2000:  Нагойский марафон — 2:22.19
- 2001:  Берлинский марафон — 2:19.46 WR*
- 2002:  Берлинский марафон — 2:21.49
- 2003:  Токийский марафон — 2:27.21
- 2005:  Токийский марафон — 2:24.39
- 2006:  Токийский марафон — 2:31.22

## Награды
- Премия Народного Почёта 2000 года.